# Обществен имунитет
Обществен имунитет (още стаден имунитет, общностен имунитет, колективен имунитет или популационен имунитет) е форма на косвена защита от инфекциозни заболявания, която се проявява, когато голям процент от дадена популация са изградили имунитет към дадена инфекция, с което биват защитени и индивиди, които не са изградили такъв имунитет.
В популация, в която достатъчно голям брой индивиди имат имунитет, е вероятно веригата на инфекцията да бъде прекъсната, което спира или забавя разпространението на заболяването. Колкото по-голям е процентът от индивиди в популацията, които имат изграден имунитет, толкова по-малка е вероятността онези без имунитет да влязат в досег с разпространител на инфекцията.
Индивидуалният имунитет може да се придобие по естествен начин в резултат от възстановяване от инфекция или по изкуствен начин чрез ваксинация. Някои индивиди не могат да придобият естествен имунитет по медицински причини и за тях общественият имунитет е важен метод за защита. При достигането на определен процент от населението, обхванато от имунизация срещу дадено заболяване, общественият имунитет постепенно елиминира заболяването. Ако се прилага в глобален мащаб, може да се постигне перманентно намаляване на случаите на инфекция до нула, т.е. ерадикация (премахване) на заболяването. По този начин е постигната ерадикация на едрата шарка през 1977 година в световен мащаб и регионална елиминация на други инфекциозни заболявания. Общественият имунитет не се отнася до всички заболявания, а само до заразните, т.е. тези, които се пренасят от един индивид на друг. Така например, тетанусът е инфекциозен, но не заразен и съответно, общественият имунитет не се отнася до това заболяване.
Терминът „стаден имунитет“ за първи път е използван през 1923. През 1930-те години е разпознат като естествено явяващ се феномен, когато е наблюдавано, че след като значителен брой деца са придобили имунитет към морбили, броят новозаразени временно спаднал, включително и сред податливите на заразата деца. Оттогава масовите ваксинации стават обичайна практика за създаване на обществен имунитет и са се доказали като успешна мярка за предотвратяване разпространението на много инфекциозни заболявания. Съпротивата срещу ваксинациите представлява предизвикателство пред изграждането на обществен имунитет, което позволява на предотвратими заболявания да се задържат или дори завръщат в общества, в които нивата на ваксинации са недостатъчни.

## Механизъм на обществения имунитет
| Заболяване                       | Вид пренасяне       | R0      | HIT    |
| -------------------------------- | ------------------- | ------- | ------ |
| Морбили                          | Въздушен път        | 12–18   | 92–95% |
| Коклюш                           | Въздушно-капков път | 12–17   | 92–94% |
| Дифтерия                         | Слюнка              | 6–7     | 83–86% |
| Рубеола                          | Въздушно-капков път | 6–7     | 83–86% |
| Едра шарка                       | Въздушно-капков път | 5–7     | 80–86% |
| Полиомиелит                      | Фекално-орален път  | 5–7     | 80–86% |
| Епидемичен паротит               | Въздушно-капков път | 4–7     | 75–86% |
| Тежък остър респираторен синдром | Въздушно-капков път | 2–5     | 50–80% |
| Ебола                            | Телесни течности    | 1.5–2.5 | 33–60% |
| Грип                             | Въздушно-капков път | 1.5–1.8 | 33–44% |

Индивидите, които имат имунитет към определено заболяване, служат като бариера срещу разпространението на заболяването, като забавят или предотвратяват заразяването на други индивиди. Прагът на определено инфекциозно заболяване, т.е. броят индивиди в популацията, които трябва да придобият индивидуален имунитет, за да се изгради и обществен имунитет, може да се изчисли, като се вземе числото R0, базово репродуктивно число или средният брой новозаразени от един заболял индивид в популация, която е напълно податлива на зарази и хомогенна, т.е. всеки индивид може да влезе в контакт с всеки друг податлив индивид в популацията, и това се умножи по числото S, процентът от популацията, податливи на инфекцията:
{\displaystyle \ R_{0}\cdot S=1.}
S може да се изрази като (1 – p), където p е процентът индивиди от популацията, които имат изграден имунитет, а p + S е цялата популация, т.е. 1. Тогава уравнението може да се изрази чрез p по следния начин:
{\displaystyle \ R_{0}\cdot (1-p)=1,} → {\displaystyle 1-p={\frac {1}{R_{0}}},} → {\displaystyle p_{c}=1-{\frac {1}{R_{0}}}.}
С p в лявата част на уравнението може да се изрази критичната пропорция от популацията, която се нуждае от имунитет, за да се спре разпространението на заболяването, т.е. праговата стойност на обществения имунитет. R0 функционира като мярка на заразността, така че ниските стойности на R0 са свързани с ниски прагови стойности на обществен имунитет, докато високите стойности на R0 дават в резултат високи прагови стойности. Например праговата стойност при базово репродуктивно число R0 = 2 е теоретично само 50%, докато заболяване с базово репродуктивно число R0 = 10 имат прагове на обществен имунитет от 90%. Тези изчисления се базират на предположението, че цялата популация е податлива на инфекцията, т.е. никой индивид в популацията няма изграден имунитет срещу болестта. В реалността, в различните моменти от време вариращи съотношения от хората в популацията имат имунитет срещу заболяването. За да се вземе това предвид, базовото репродуктивно число Rt, или средният брой новозаразени в момент от време t, може ефективно да се изчисли, като се умножи R0 по частта от популацията, която продължава да бъде податлива. Когато Rt се намали и задържи под 1, броят случаи на заразени индивиди в популацията постепенно намалява докато болестта не бъде елиминирана. Ако дадена популация има имунитет към дадено заболяване в по-голяма степен от праговата стойност на обществен имунитет за това заболяване, броят заболели намалява по-бързо, по-малко вероятно е да се появят огнища на болестта и тези огнища са по-малки отколкото в противен случай.
Второ предположение при тези изчисления е, че популациите са хомогенни, т.е. всеки индивид може да влезе в контакт с всеки друг индивид, докато реалността показва, че популациите се описват по-добре като социални мрежи, тъй като индивидите имат склонност да образуват клъстери, оставайки в сравнително близък контакт с ограничен брой други индивиди. В тези социални мрежи, заразяването между индивидите се случва само между физически или географски близо разположените индивиди. Формата и размерът на мрежата могат да променят праговите стойности на обществен имунитет за това заболяване. В хетерогенни популации R0 се смята за мярка за броя случаи на заразени от „типичния“ инфекциозно болен, което зависи от това как индивидите в мрежата си взаимодействат помежду си. Взаимодействията в рамките на една мрежа са по-чести от взаимодействията между отделни мрежи. В последния случай по-силно свързаните мрежи пренасят болести по-лесно, което води до по-високо R0 и по-висок праг отколкото е нужен за по-слабо свързаните мрежи. В мрежи, които или избират да не се имунизират, или не са в достатъчно висока степен имунизирани, болестите може да продължат да се разпространяват, въпреки че в други по-добре имунизирани мрежи може вече да са елиминирани.